# Валпернхајн
Валпернхајн (њем. Walpernhain) општина је у њемачкој савезној држави Тирингија. Једно је од 93 општинска средишта округа Зале-Холцланд. Према процјени из 2010. у општини је живјело 199 становника. Посједује регионалну шифру (AGS) 16074106.

## Географски и демографски подаци
Валпернхајн се налази у савезној држави Тирингија у округу Зале-Холцланд. Општина се налази на надморској висини од 260 метара. Површина општине износи 4,8 km². У самом мјесту је, према процјени из 2010. године, живјело 199 становника. Просјечна густина становништва износи 42 становника/km².